# ОШ „Браћа Новаков” Силбаш
ОШ „Браћа Новаков” једна је од старијих школа у општини Бачка Паланка. Налази се у улици Краља Петра I 103 у Силбашу. Силбаш има дугу традицију школства. Као година оснивања школе узима се 1957. године када је школство у Силбашу службено организовано као основна школа под садашњим називом. Међутим, пстоје подаци и предања да је школство организовано доста раније. Ова школа обухвата централну школу у Силбашу и два истурена одељења у Парагама и Деспотову.

## Историјат школе и школства у Силбашу[1]
Силбаш има дугу традицију организованог школства. Према доступним подацима на страници школе основна школа у Силбашу постојала је већ 1762. године, а могуће и раније, јер у попису становништва из 1756/57. године спомиње се да у Силбашу живи и учитељ Москаљи. Предања помињу организовање школске наставе у кућици покрвеној трској поред црквене порте коју је подигла Српска црквена општина. Као први учитељ у тој школи помиње се извесни Самуило. 
У каснијем периоду Силбаш је имао две српске православне вероисповедне школе. Једну са једном учионицом, зидану 1874. године, другу 1891. године. Неки подаци говоре да је поред школске учионице 1895. године дозидана још једна, а под истим кровом и учитељски стан. Те године за школу је стасало 342 деце (181 женско и 161 мушко), а за „пофторну школу” њих 118 (50 женске и 68 мушке деце). Од тог броја деце основну школу, у наведеној години, полазило је 315 (150 женске и 165 мушке). Недељна школа коју су деца дужна да похађају недељом и празником  до навршене 15 године, звала се пофторна школа, а похађало је њих 92 (36 женских и 56 мушких). У списима се напомиње како је школу похађало и 13-торо назаренске деце. Поред понављања градива које се учило у главној школи, овде се још учило и оно најпотребније о земљорадњи и домаћинству, историји српског народа и дужностима поданика.   
Подаци помињу да су се у Силбаш 1814. године, према једним, или чак 1799. године према другим изворима, населили и Словаци. Као и код Срба, и код Словака је основно образовање започело у цркви, касније у објектима при цркви и под њеним патронатом. Као први учитељ на словачком језику помиње се Маћеј Ондреј Франко, без навођења године у којој је радио. Ђаци су 1919. године изучавали науке кршћанске, српски језик, словенски језик, рачун, геометријске облике, српску историју, општу историју, земљопис, познавање човека и јестаственице, физику, хемију, пољску привреду, лепо писање, цртање, писање, гимнастику, женски рад (само за девојчице), ручни рад, а постојала је и оцена из владања. На крају школске године ученици сваког разреда полагали су испит. Како су у то време у силбашкој школи постојала српска и словачка оделења, школа је у исто време носила назив Српска државна основна школа и Словачка државна основна школа и имала два школска печата (ћирилични и латинични). Од 1929. године уместо српских, уведена су југословенска оделења, а уместо словачких, оделења чехословачког наставног језика.  
Од 1919. године школа је више пута мењала име. Под именом Српска државна основна школа – Словачка државна основна школа радила је од 1919. године до 1930. када мења назив у Државна основна школа, од 1934. ради као Државна народна школа „Др Светозар Милетић”, од 1944. Основна школа – Силбаш, од 1955. до 1957. као Осмогодишња школа Силбаш.  
Тадашњи учитељски колектив 1956. године упутио је Предлог Среском народном одбору у Бачкој Паланци да се изврши преименовање школе који је наишао на позитиван одговор. Решење је стигло 14. априла 1957. године. Од тог датума школа званично добија ново име Осмогодишња школа „Браћа Новаков“ које задржава до данашњих дана. Осмогодишњој школи у Силбашу 1959. године припојена је школа у Парагама, а 1973. године и школа у Деспотову.                                                                                         
Највише силбашких ђака уписаних у први разред било је школске 1940./41. годину, 62 у југословенско и 69 у оделење на чехословачком наставном језику. Школске 2017./2018. годину у први разред Осмогодишње школе „Браћа Новаков” уписано је 18 ученика Силбашана, 17 на српском и 1 ученица на словачком језику.  

## Организација рада школе
ОШ „Браћа Новаков” Силбаш је организована као јавна установа за основну школу и предшколско образовање. Уз централну зграду у Силбашу, ова школа обухвата и два истурена одељења у Парагама и Деспотову. Настава у школи се одвија на српском и словачком, као и на ромском језику. Похађа је 417 ђака у 29 одељења (подаци за школску 2021/2022. годину).
Наставни рад се одвија у две смене у учионицама опште намене. Школа у Силбашу поседује скупоцену салу за физичко васпитање, која је адаптирана од две учионице. Параге и Деспотово не поседују ни једну просторију у којој би се одвијала настава физичког васпитања. Велики број ученика је обухваћен радом на доданој настави и слободним активностима кроз рад Дечијег савеза, Подмладка Црвеног крста и рад еколошке дружине.
Школа поседује библиотеку са централом у Силбашу и својим испостава у издвојеним одељењима у Деспотову и Парагама.
Школа има своју химну.